# تتروو
تتروو (به آلمانی: Teterow) یک شهر در آلمان است که در روشتوک واقع شده‌است. تتروو ۹٬۳۸۷ نفر جمعیت دارد.

## خواهرخوانده
شهرهای باد زگبرگ، Białogard, Kunszentmárton، شسل، شولی و خابو خواهرخوانده‌های تتروو هستند.